# Hippodrome d'Oraison
L'hippodrome d'Oraison ou Hippodrome de la Durance est un hippodrome situé à Oraison, à proximité de la  Durance. Il se situe dans Alpes-de-Haute-Provence, dont il est le seul hippodrome. Il est créé en 1909.

## Piste
La piste est en herbe mais fragile, ce qui explique le nombre réduit de réunions. Elle fait à la corde 1 000 m.

## Compétitions et réunions

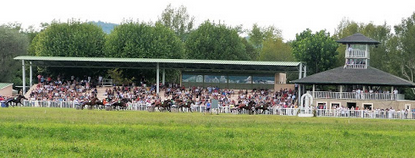
Course en 2018.

Il s'y déroule le Trophée Vert (course national de trot attelé pour tous niveaux) quand Oraison est sélectionné. Il y a 2 autres réunions dont « Propriétaire d'un jour » le 8 mai et puis pour finir, la fête de l'hippodrome le 5 ou 7 juillet.
Les courses sont organisées par une équipe de bénévoles, qui comptait environ 80 personnes en 2015.
En septembre 2020, malgré la crise économique due à la Pandémie de Covid-19, les activités de courses annuelles ont été maintenues.